# 黒永明日香
黒永 明日香（くろなが あすか、本名：黒澤あすか、1998年12月2日 - ）は、日本の女優。
大阪府出身。ハーモニック所属。

## 来歴
- 1998年12月、大阪府に生まれる。
- 2021年、京都芸術大学映画学科俳優コース卒業。

## 人物・エピソード
- 趣味、特技は週一の猫カフェ巡り、筋トレ、毎朝のトイレ掃除

## 出演

### 映画
- 綯交ぜ[1]（2021年、監督：佐藤修）
- 不在（2020年、監督：町田愛）
- attachment（2018年、監督：鍋島與市）- 主演 ※第71回カンヌ国際映画祭SHORT FILM JAPAN 上映作品
- POST入ル（2018年、監督：立川晋輔）- 田辺由佳 役[2] ※第10回沖縄国際映画祭「地域発信型映画」上映作品

### ドラマ
- 心霊グラインドハウス〜ねむりめ〜（2023年、監督：岩澤宏樹監督） メ〜テレ / Amazonプライム
- あなたに聴かせたい歌があるんだ（2022年、監督：萩原健太郎） - 生徒 役 Hulu

### 舞台
- 演劇集団SINK『白日なき日々のオーケストラ』（2022年）
- 電波塔（2022年）
- At Random（2021年、演出：佃尚能）
- 劇団地点『グッド・バイ』（2019年 - 2020年、愛知県芸術劇場 / 京都芸術センター / 吉祥寺シアター、演出：三浦基） - 愛人 役[3]
- 東洋企画『Blue and White and Red and Black（2019年、クールジャパンパーク大阪SSホール、演出：東洋） - 主演 ※関西演劇祭 演出賞受賞作品
- 劇団地点『三人姉妹』（2019年、KAAT神奈川芸術劇場 / 京都芸術センター、演出：三浦基） - 三女・イリーナ 役[4]
- 劇団カギカッコ企画『無差別』（2019年、作：中屋敷法仁、演出：小原藍） - ヒロイン[5]
- 劇団地点『忘れる日本人』（2019年、山口情報芸術センター、演出：三浦基） - 娘 役
- 劇団地点『正面に気をつけろ』（2018年、アンダースロー、演出：三浦基） - 死体 役

### その他
- MV： the whimsical glider「たいせつ」（2021年）[6]